# 若月咲弥
若月 咲弥（わかつき さくや、1978年10月4日 - ）は、日本の俳優。大阪府出身。血液型O型。所属事務所はルート。劇団「少年ピカレスクロマン」総裁。

## 来歴
関西小劇場にて活動の場を置き関西劇団を中心にプロデュース公演など様々な舞台に出演。

2010年劇団「少年ピカレスクロマン」を旗揚げし、役者、演出、プロデュース公演、脚本等の執筆(いまがしゅん名義)を手がける。
2023年7月「少年ピカレスクロマン」代表を退任。
同年8月「少年ピカレスクロマン」総裁に就任。
プレイヤーのみならず小道具製作、イベントや興行の演出等幅広く活動。

## 主な出演作品

### 舞台
- 『O2』(ブラフショウプロジェクト)
- 『最後はないの！ 〜独身貴族たちの憂鬱〜』(劇団桜吹雪)

2005年
- 『踊るが如く―もうひとつの幕末―』(演劇集団ちゃーりーてんぷる)

2006年
- 『勇気のことば』(演劇集団 Snow*rabbits)
- 『地球に願いを』(Funky Track Theater 第5回公演)

2007年
- 『藤山直美・香川照之主演「妻をめとらば〜晶子と鉄幹〜」』(明治座)
- 『サムライドライブ－踊るが如く－』(ピカレスク☆ロマン)
- 『OPEN！』(Funky Track Theater 第7回公演)

2008年
- 『ガンダムウイング』(劇団ガンダム)
- 『藤山直美・中村梅雀主演「元禄めおと合戦〜光琳と多代〜」』(新歌舞伎座・中日劇場・明治座)
- 『NUCHI〜ニライカナイからのメッセージ〜2008』(感動(gandong)Factory vol.8)
- 『恋瀬川翔炎バースデー公演』(劇団飛翔)

2009年
- 『死神』(Cliff edge Vol.2)
- 『ボクノ・還ル・バショ』(Funky Track Theater 第8回公演)
- 『劇団ガンダム 改メ 劇団逆襲のシャア』(劇団ガンダム)
- 『PLATINA SEVEN』(Cliff edge Vol.4)
- 『百花繚乱〜夏の夜之物語〜』(感動(gandong)Factory Vol.9)
- 『LIVE 60』(Cliff edge Vol.6)
- 『仏ガンダム』(劇団ガンダム)
- 『Burning MAN FEST2009』(Cliff edge主宰クリスマスイベント)
- 『イエスタディをうたって』(Cliff edge Vol.7解散公演)

2010年
- 『アイヌ・モシリ』(Funky Track Theater 第9回公演)
- 『カフェインハッピー』(少年ピカレスクロマン　マンパワーシアターVol.1 純喫茶猫庵(Nyan)シリーズ＃01)
- 『餓狼の輩』(七月ハリケーン 第4回公演)

2011年
- 『くるくるRe;サイクル〜2月のサクラ〜』（少年ピカレスクロマン マンパワーシアターVol.2 純喫茶猫庵(Nyan)シリーズ＃02)
- 『作為的な人たち』(カンセイの法則 第9回公演）
- 『しあわせかぞくけいかく〜イツワリノハナヨメ〜』(少年ピカレスクロマン マンパワーシアターVol.3 純喫茶猫庵(Nyan)シリーズ＃03(完))

2012年
- 『りゅうのはなし』(七月ハリケーン 第5回公演)
- 『「Webstar Cross World」(ウェブスター★クロスワールド)』(本若第八回本公演）

2013年
- 『たまにはハメをはずしたっていいじゃない公演』(少年ピカレスクロマン インプロ公演）
- 『カフェオ〜レのように混ぜておいしくナ〜レ!!』(少年ピカレスクロマン　イベント公演）
- 『白と手錠』(桜人企画　SAKURA PRESENTSオムニバス公演vol.1）
- 『Sherlock〜小林少女の事件簿〜「よみがえる怪人」』(少年ピカレスクロマン マンパワーシアターVol.6）
- 『青とかさぶた』(桜人企画　SAKURA PRESENTSオムニバス公演vol.2)
- 『寿(ひとし)と三人の英霊』(10アンツ)
- 『生活』(七月ハリケーン 第6回公演)

2014年
- 『イエロー・カフェ〜君と未来の話をしようか〜』(桜人企画　SAKURA PRESENTS番外公演）
- 『「伊賀の影丸」的な「カムイ外伝」的な「忍者劇」』(伊冴美劇団(仮) 第5回 愛りが灯まつり)
- 『「駒王路」 十周年記念爆走三部作 第壱部 「竜胆〜りんどう〜」』(本若 第十回本公演）
- 『影丸忍法帳　第一の巻　ウタ謡の巫女』(伊冴美劇団(仮) 第6回 愛りが灯まつり)
- 『アリス☆ストレイドッグス -Love is Movement-』(少年ピカレスクロマン マンパワーシアターVol.7)
- 『影丸忍法帳　第一の巻　ウタ謡の巫女』(伊冴美劇団(仮) 第7回 愛りが灯まつり)
- 『「蒼っ！」＆「影丸忍法帳　第一の巻　ウタ謡の巫女」』(伊冴美劇団 舞闘組 信長茶寮エンタメ戦国時代劇)
- 『河内長野市市政60周年市民参加創作ミュージカル「高向玄理〜✩KUROMARO物語✩」』
- 『「駒王路」 十周年記念爆走三部作 第弐部 「揚羽〜あげは〜」』(本若 第十回本公演）

2015年
- 『公儀隠 密疾風迅雷』(伊冴美劇団 舞闘組）
- 『「藍色のシャマール」〜後藤健二さん追悼公演〜』（桜人企画 SAKURA PRESENTS特別公演）
- 『「駒王路」 十周年記念爆走三部作 第参部 「鞆絵〜ともえ〜」』(本若 第十回本公演）
- 『エンド・オブ・ザ・ワールド -愛しのゴースト大決戦』(少年ピカレスクロマ マンパワーシアターVol.8)
- 『走れ、マーメイド』(七月ハリケーン 第七回公演)
- 『クドリャフカの宇宙』(イヌチャンネル)

2016年
- 『妖シノ詩〜追憶の欠片〜』(本若 十壱回本公演)
- 『七変化 ねずみ小僧捕物帳』(大阪松竹座6月公演)
- 『日々雑景』(七月ハリケーンコレクション⭐︎ハリコレ)
- 『Sherlock〜小林少女の事件簿R〜 狙われた学園「明智大五郎の逆襲」』(少年ピカレスクロマ マンパワーシアターVol.10)
- 『ミヨゾティ・ミュジーク』(桜人企画 SAKURA PRESENTS 色シリーズ第十弾）
- 『髪さま、お願い！』(オルタナティブ ヘアショー）
- 『だれかのおとうと』(オリゴ党 第38回公演）
- 『SF野試合ガール～宇宙大戦争～』(お笑いサタケ道場 第6回公演)

2017年
- 『大坂町家劇場』(今昔館文化プログラム)
- 『みつ月の秘みつ』(七月ハリケーンコレクション⭐︎ハリコレvol.2)
- 『Hair Story Show vol.1「Five up stage～誰かの夢の物語～」』(演劇×美容界コラボ公演)
- 『ピュグマリオン~歯車とココロ~』(宝塚大学造形芸術学部主催岩本香卒業制作)

2018年
- 『MAHOROVER~悠久のアリヤ~』(少年ピカレスクロマ マンパワーシアターVol.12)
- 『わんちゃん～one more chance～』(ラジェム 第二回公演)
- 『開国ロック』(劇団未来機関 第２回公演)
- 『スターシップ★オペラ〜宇宙チワワVS宇宙マンチカン〜』(ラジェム×少年ピカレスクロマン 廣澤佐和プロデュース)
- 『不言色の蛍(いわぬいろのほたる)』(桜人企画)
- 『Sweet Poison CHRISTmas2018〜遥か宇宙のまにまに〜』(ラジェム×少年ピカレスクロマン)

2019年
- 『白い兎が逃げる』(P・T企画プロデュース　観客参加型ミステリー 安楽椅子版 ミステリー名作選Vol.37 火村英生シリーズVol.８）
- 『不言色の蛍(いわぬいろのほたる)』(桜人企画)
- 『スターズ☆シアター 星降る夜に90's』(Stars☆Osaka)
- 『スターズ☆シアター 星降る夜に2030』(Stars☆Osaka)
- 『クリアーみてないんじゃない みえないんだー』(桜人企画 PRESENTS 色シリーズ第19弾)
- 『スターズ☆シアター 何処の海』(Stars☆Osaka)
- 『雷天の火～鬼切異伝～』(本若 第十四回本公演)
- 『不言色の蛍(いわぬいろのほたる)』(桜人企画利尻島公演)
- 『明日への軌跡』(ラジェム×少年ピカレスクロマン 廣澤佐和プロデュース)
- 『逢魔ヶ時備忘録~絶叫シアトリカル・モンスターズ~』(少年ピカレスクロマ マンパワーシアターVol.15)

2020年
- 『ガンダムオリヂン-オレ達こそが本物だ！-』(劇団ガンダム)
- 『誘拐魔の予告状』(P・T企画プロデュース　観客参加型ミステリー 安楽椅子版 ミステリー名作選アンコール編Vol.9＠レストラン シェ・ノワ　明智小五郎シリィズ）
- 『不言色の蛍(いわぬいろのほたる)』(桜人企画)
- 『「魔女の猫探し」(作：別役実)/「受付」(作：別役実)』(Experimental Theater(実験劇場) vol.3)
- 『Choose My Life！』(MTC projectプロデュース)
- 『ひとみゅー。リーディングフェスタ「殺人を告白する忘れられた音楽家の話」』(一人芝居ミュージカル短編集×MTC projectプロデュース)
- 『音楽朗読コンサート「ベートーヴェン物語」』

2021年
- 『鉄の花(くろがねのはな)』(本若 第十伍回本公演)
- 『刀盃～宵ノ梅乃香』(本若 第十六回本公演)
- 『GOEMON 石川五右衛門』(大阪松竹座十月花形歌舞伎)
- 『Choose My Story！』(MTC projectプロデュース)
- 『正三のまわり舞台』(道頓堀ミュージアム並木座開館２周年記念)

2022年
- 『正三のまわり舞台』(道頓堀ミュージアム並木座開館２周年記念)
- 『TheEarth〜奇跡の石を求めて〜再縁』(魅殺陣屋 プロデュース公演)
- 『人には告げよ幽世の月』(本若 第十七回本公演)
- 『ハムレット』(GO NAKAJIMA WORKS)

2023年
- 『正三のまわり舞台2023』(道頓堀ミュージアム並木座開館3周年記念 芝居町397年目祭り)
- 『インプロ マエストロ ショー』(impact360 theatre company 即興舞台 vol.23)
- 『インプロ マエストロ ショー』(impact360 theatre company 即興舞台 vol.24)
- 『インプロ マエストロ ショー』(impact360 theatre company 即興舞台 vol.25)
- 『9-ナイン-』(劇団Pinocchio 第11回公演)
- 『インプロ マエストロ ショー』(impact360 theatre company 即興舞台 vol.28)
- 『インプロ マエストロ ショー』(impact360 theatre company 即興舞台 vol.29)

2024年
- 『インプロ マエストロ ショー』(impact360 theatre company 即興舞台 vol.30)
- 『Purple Indigo』(桜人企画×ONE.CROSSOVER)
- 『インプロ マエストロ ショー』(impact360 theatre company 即興舞台 vol.31)

##### 2025年
- 『例えば世界はこんなにも広いのにそんな世界の隅っこに存在してると思っている僕は。』(冨田倶楽部 第十三回集会)
- 『劇団 緑の奴ら』(ガンダム改メ「劇団 緑の奴ら」公演)
- 『メビウス』(劇団ショウダウン 難波サザンシアター提携公演)

### 舞台(演出)
- 『サムライドライブ－踊るが如く－』(ピカレスク☆ロマン)
- 『ONE by ONE』(Cliff edge Vol.1)
- 『死神』(Cliff edge Vol.2)
- 『KY捜査官〜百合鴎かなめの事件簿〜』(Cliff edge Vol.3)
- 『PLATINA SEVEN』(Cliff edge Vol.4)
- 『LIFE－ライフ－』(Cliff edge Vol.5)
- 『LIVE 60』(Cliff edge Vol.6)
- 『☆Burning MAN FEST2009』(主宰(Cliff edge)・総合演出)
- 『イエスタディをうたって』(Cliff edge Vol.7解散公演)
- 『源八橋西詰 －I'M STANDING AT THE CROSSROADS AGAIN－(脚色・演出)』(Plant Seeds Project Vol.3)
- 『カフェインハッピー』(少年ピカレスクロマン　マンパワーシアターVol.1 純喫茶猫庵(Nyan)シリーズ＃01)
- 『くるくるRe;サイクル〜2月のサクラ〜』（少年ピカレスクロマン マンパワーシアターVol.2 純喫茶猫庵(Nyan)シリーズ＃02)
- 『気まぐれ天使の叶え事〜桜の樹の下で〜(演出協力)』(little☆lover 第1回公演)
- 『しあわせかぞくけいかく〜イツワリノハナヨメ〜』(少年ピカレスクロマン マンパワーシアターVol.3 純喫茶猫庵(Nyan)シリーズ＃03(完))
- 『めぐるタイムトラベラー』(少年ピカレスクロマン マンパワーシアターVol.4）
- 『おかえり。「オオクワガタ☆捕獲大作戦!!!」』(little☆lover 第2回公演)
- 『おどる怪物プリンセス オオカミの涙と少女とフンガーと』（少年ピカレスクロマン マンパワーシアターVol.5）
- 『たまにはハメをはずしたっていいじゃない公演』(少年ピカレスクロマン インプロ公演）
- 『カフェオ〜レのように混ぜておいしくナ〜レ!!』(少年ピカレスクロマン　イベント公演）
- 『Sherlock〜小林少女の事件簿〜「よみがえる怪人」』(少年ピカレスクロマン マンパワーシアターVol.6）
- 『アリス☆ストレイドッグス -Love is Movement-』(少年ピカレスクロマン マンパワーシアターVol.7）
- 『エンド・オブ・ザ・ワールド 愛しのゴースト大決戦』(少年ピカレスクロマン マンパワーシアターVol.8）
- 『クドリャフカの宇宙』(イヌチャンネル)
- 『ただそこに在る命の情景』(少年ピカレスクロマン マンパワーシアターVol.9）
- 『Sherlock〜小林少女の事件簿R〜 狙われた学園「明智大五郎の逆襲」』(少年ピカレスクロマ マンパワーシアターVol.10)
- 『スイート❤ポイズン クリスマス』(少年ピカレスクロマ マンパワーシアターVol.11)
- 『雪の花が咲く頃に-Snow Drop-』(少年ピカレスクロマ マンパワーシアターEX 北﨑亜花音プロデュース)総合演出
- 『MAHOROVER~悠久のアリヤ~』(少年ピカレスクロマ マンパワーシアターVol.12)
- 『めぐるタイムトラベラー2018』(少年ピカレスクロマ マンパワーシアターVol.13)
- 『スターシップ★オペラ〜宇宙チワワVS宇宙マンチカン〜』(ラジェム×少年ピカレスクロマン 廣澤佐和プロデュース)
- 『Sweet Poison CHRISTmas2018〜遥か宇宙のまにまに〜』（ラジェム×少年ピカレスクロマン)
- 『ヤーチャイカ〜僕らはみんな天ぷらを塩で食べる〜』(少年ピカレスクロマン マンパワーシアターVol.14)
- 『明日への軌跡』(ラジェム×少年ピカレスクロマン 廣澤佐和プロデュース)
- 『逢魔ヶ時備忘録~絶叫シアトリカル・モンスターズ~』(少年ピカレスクロマン マンパワーシアターVol.15)
- 『ロック！！』(劇団Pinocchio 第10.5回公演)
- 『リベンジ・オブ・ザ・ゴースト〜激突！噂のゴッドばあちゃん〜』(少年ピカレスクロマン マンパワーシアター☆EX 熊田洋司デビュー20周年記念公演)
- 『9-ナイン-』(劇団Pinocchio 第11回公演)
- 『暁光の魔女と明日の軌跡』(少年ピカレスクロマン マンパワーシアターVol.16)
- 『GHOST CAR』(林千寿プロデュースユニット『慈雨』)
- 『ヴェルモット・フラワーズ』(林千寿プロデュースユニット『慈雨』配信公演)

### TV
- 古代史ドラマスペシャル「大仏開眼」(NHK)
- 花影忍法帳コミ☆トレ(第31回)(NHK教育)
- ストレッチマン　ストレッチマンSP「のばしてのばして15年」(NHK教育)
- BS時代劇「猿飛三世」（NHK BSプレミアム）
- ごきげんライフスタイル よ〜いドン!(思い出ご飯再現VTR)(関西テレビ)
- 水野真紀の魔法のレストランR(お笑い大スターが愛する味再現VTR)(毎日放送)
- 連続テレビ小説「あさが来た」(NHK)
- 連続テレビ小説「べっぴんさん」(NHK)
- 石川五右衛門(テレビ東京）
- 時代劇「ちかえもん」(NHK)
- ドラマ10「わたしをみつけて」(NHK)
- 歴史秘話ヒストリア(NHK総合)

### 映画
- カムイ外伝
- るろうに剣心
- 関ヶ原(映画)
- ただ傍にいるだけで(スタジオTheater cafe Nyan)
- 怠惰ルーザー(「2020年度立命館映像展」菱木仁監督作品)
- 短編映画「EASTER-禁忌の復活-」(One Shot Firms 佐野春日監督作品)

### CM
- ユニバーサル・スタジオ・ジャパン
- ビオフェルミン製薬
- イチネンホールディングス

### VP
- 制研
- キューサイ株式会社